# Liste der Monuments historiques in Nixéville-Blercourt
Die Liste der Monuments historiques in Nixéville-Blercourt führt die Monuments historiques in der französischen Gemeinde Nixéville-Blercourt auf.

## Liste der Objekte
| Bezeichnung        | Beschreibung                                                                  | Standort                                 | Kennzeichnung | Schutzstatus | Datum | Bild |
| ------------------ | ----------------------------------------------------------------------------- | ---------------------------------------- | ------------- | ------------ | ----- | ---- |
| Leodegar-Reliquiar | Holz, Messing, Seide, bestickt, Perlen und Knochen, Ende des 17. Jahrhunderts | Nixéville, in der Kirche St-Léger (Lage) | PM55001252    | Classé       | 1998  |      |
| Zwei Leuchter      | Messing, 17. oder 18. Jahrhundert                                             | Nixéville, in der Kirche St-Léger (Lage) | PM55002181    | Inscrit      | 1998  |      |
| Zwei Minenwerfer   | Leichter Minenwerfer 7,58 cm n. A., zwischen 1916 und 1918                    | Nixéville, rue Haute de la Pêche (Lage)  | PM55001233    | Classé       | 1999  |      |
| Glocke             | Bronze, 1712 gegossen                                                         | Nixéville, in der Kirche St-Léger (Lage) | PM55002180    | Inscrit      | 1998  |      |
| Kelch und Patene   | Silber, vergoldet, Email, um 1870                                             | Nixéville, in der Kirche St-Léger (Lage) | PM55002182    | Inscrit      | 1999  |      |